# Fritz Höft
Fritz Höft (* 28. Mai 1925 in Alt Karbe; † 23. Oktober 1995 in Berlin) war ein deutscher Chorpädagoge und Chordirigent.

## Leben und Wirken
Als Fritz Höfts Vater 1930 zum Rektor einer Volksschule berufen wurde, zog die sechsköpfige Familie aus der Neumark nach Greifswald um. Dort trat Fritz Höft, den Violinen- und Klavierunterricht fortsetzend, ins Schülerorchester ein, wurde als zweiter Bass Mitglied im Kirchenchor des St.-Nikolai-Doms von Greifswald und gründete 1941 einen ersten eigenen gemischten Chor.
Im August 1943 zur Wehrmacht eingezogen, wurde Fritz Höft ein Jahr später verwundet und konnte nach der Kriegsgefangenschaft im Herbst 1945 nach Greifswald zur Familie zurückkehren. Hier bewarb er sich Ende 1945 als Orchestermusiker, Sänger und Violinist am Stadttheater und initiierte zugleich den ersten Theaterchor Greifswalds.
Im April 1946 wurde Fritz Höft am Schweriner Konservatorium aufgenommen und gründete den Schweriner Jugendchor der Freien Deutschen Jugend, der im Oktober 1946 vom Landessender Schwerin übernommen und gefördert wurde. Aus diesem Chor ging die Altistin Annelies Burmeister hervor. Die Arbeit als Chorpädagoge rückte mehr und mehr ins Zentrum von Fritz Höfts musikalischen Wirken, die Violine blieb sein zweites Hauptfach.
1949 schloss Fritz Höft als Lehramtsanwärter das Schweriner Konservatorium ab und wurde zugleich Musikreferent in Mecklenburg. Schweriner Kulturschaffende gründen 1949/50 eine Nationale Kulturgruppe für die DDR. Fritz Höft leitete den einbezogenen Schweriner Chor und formierte neue Chöre für ein 1949 stattfindendes Jugendtreffen in Budapest, das erste Deutschlandtreffen und die I. Weltfestspiele 1951 in Berlin. Aus der Nationalen Kulturgruppe der DDR heraus konstituierte sich das Staatliche Volkskunstensemble der DDR, dessen Chor von Fritz Höft geleitet wurde.
Helmut Koch, Leiter des Großen Chors des Berliner Rundfunks, hatte Fritz Höft 1950 nach Berlin und ab Frühjahr 1953 als Aspirant an die Hochschule für Musik Hanns Eisler Berlin geholt, wo er ab September 1955 als Dozent tätig wurde und später eine Professur für Chormusik und Chordirigat innehatte. In dieser Eigenschaft begannen vielseitige Arbeitsbeziehungen zu André Asriel, Hanns Eisler, Ernst Hermann Meyer u. a.
1956 wurde Fritz Höft für ein halbes Jahr in die Volksrepublik China delegiert, um das Kulturensemble der Armee aufzubauen und Chorleiter auszubilden. Fritz Höft hat auf Chortreffen, Seminaren und zahlreichen Bildungsveranstaltungen Generationen von Chorleitern geschult, beraten und motiviert. Als ein Höhepunkt seines Wirkens kann die 1968 von ihm geleitete Uraufführung der rekonstruierten Fassung von Hanns Eislers Kantate Die Mutter nach Bertolt Brechts gleichnamigen Bühnenstück im Apollo-Saal der Staatsoper Unter den Linden gelten, die 1970 als Schallplatteneinspielung veröffentlicht wurde.
Auch nahe des von ihm gemieteten Hauses in Berlin-Hessenwinkel engagierte sich Fritz Höft für den Chorgesang, so etwa als Leiter der Chorgemeinschaft Schöncheiche. Nach seiner Invalidisierung im November 1972 blieb er bis zu seinem Tode eine prägende Persönlichkeit für zahlreiche Laien- und Berufschöre. Die Gedenkworte der Trauerfeier am 24. November 1995 in der Schlosskirche Schöneiche sprach Erhard Scherner. Das Grab von Fritz Höft und seiner Ehefrau Ursula (1926–2018) befindet sich auf dem Friedhof Rahnsdorf.

## Zitat
„Es gibt keine schlechten Chöre, es gibt nur schlechte Chorleiter!“

## Werke (Auswahl)
- 2012: Fritz Höft: Über Umgang mit Chören, Brandenburgischer Chorverband e.V.
- 1986: Fritz Höft: Als ich einmal reiste: Lieder aus Thüringen u. von anderswo in Sätzen für Männerchöre Hrsg.: Bezirkskabinett für Kulturarbeit Suhl. Mit Unterstützung d. Kulturfonds d. DDR
- 1981: Fritz Höft (Hrsg.): Handbuch der Chorleitung zusammen mit Siegfried Bimberg, Günter Fredrich, Horst Irrgang und Christel Neumann, Deutscher Verlag für Musik

## Hörfunksendungen
- Zu Gast bei Fritz Höft, Gesprächspartner: Wolfgang Hiller, 23. Oktober 1967, Berliner Welle
- Professor Fritz Höft erinnert sich, Gesprächspartner: Ulrich Beck, 18. April 1980, Berliner Rundfunk
- Erinnerungen des Chormeisters Fritz Höft, Gesprächspartner: Sabine Basse, Spektrum – Das Kulturjournal des Berliner Rundfunks, 8. März 1986

## Ehrungen
- 1955: Goethe-Preis der Stadt Berlin
- 1967: Nationalpreis der DDR III. Klasse für Kunst und Literatur im Kollektiv
- 1968: Kunstpreis des FDGB im Kollektiv